# Communauté de communes du Pays de Rémuzat
Die Communauté de communes du Pays de Rémuzat ist ein ehemaliger französischer Gemeindeverband mit Rechtsform einer Communauté de communes im Département Drôme, dessen Verwaltungssitz sich in dem Ort Rémuzat befand. Der Ende 1999 gegründete Gemeindeverband bestand aus 14 Gemeinden auf einer Fläche von 206,5 km2.

## Aufgaben
Zu den vorgeschriebenen Kompetenzen gehörten die Entwicklung und Förderung wirtschaftlicher Aktivitäten. Der Gemeindeverband betrieb die Straßenmeisterei, die Abwasserentsorgung (teilweise) sowie die Müllabfuhr und -entsorgung. Er war außerdem zuständig für den Ausbau der Telekommunikations- und Datenübertragungsnetze auf seinem Gebiet.

## Historische Entwicklung
Der Gemeindeverband fusionierte mit Wirkung vom 1. Januar 2017 mit 
- Communauté de communes du Val d’Eygues,
- Communauté de communes du Pays du Buis-les-Baronnies und
- Communauté de communes des Hautes Baronnies

und bildete so die Nachfolgeorganisation Communauté de communes des Baronnies en Drôme Provençale.

## Ehemalige Mitgliedsgemeinden
Folgende 14 Gemeinden gehörten der Communauté de communes du Pays de Rémuzat an:
| Gemeinde             | Einwohner 1. Januar 2022 | Fläche km² | Dichte Einw./km² | Code INSEE | Postleitzahl |
| -------------------- | ------------------------ | ---------- | ---------------- | ---------- | ------------ |
| Chauvac-Laux-Montaux | 43                       | 24,2       | 2                | 26091      | 26510        |
| Cornillac            | 90                       | 19,4       | 5                | 26104      | 26510        |
| Cornillon-sur-l’Oule | 75                       | 14,6       | 5                | 26105      | 26510        |
| La Charce            | 24                       | 9,4        | 3                | 26075      | 26470        |
| Lemps                | 43                       | 16,0       | 3                | 26161      | 26510        |
| Montferrand-la-Fare  | 27                       | 11,2       | 2                | 26199      | 26510        |
| Montréal-les-Sources | 25                       | 10,3       | 2                | 26209      | 26510        |
| Pelonne              | 25                       | 2,8        | 9                | 26227      | 26510        |
| Pommerol             | 7                        | 9,8        | 1                | 26245      | 26470        |
| Rémuzat              | 317                      | 16,8       | 19               | 26264      | 26510        |
| Roussieux            | 24                       | 9,4        | 3                | 26286      | 26510        |
| Saint-May            | 31                       | 10,2       | 3                | 26318      | 26510        |
| Verclause            | 67                       | 26,1       | 3                | 26369      | 26510        |
| Villeperdrix         | 102                      | 26,1       | 4                | 26376      | 26510        |